# Fort Belvoir

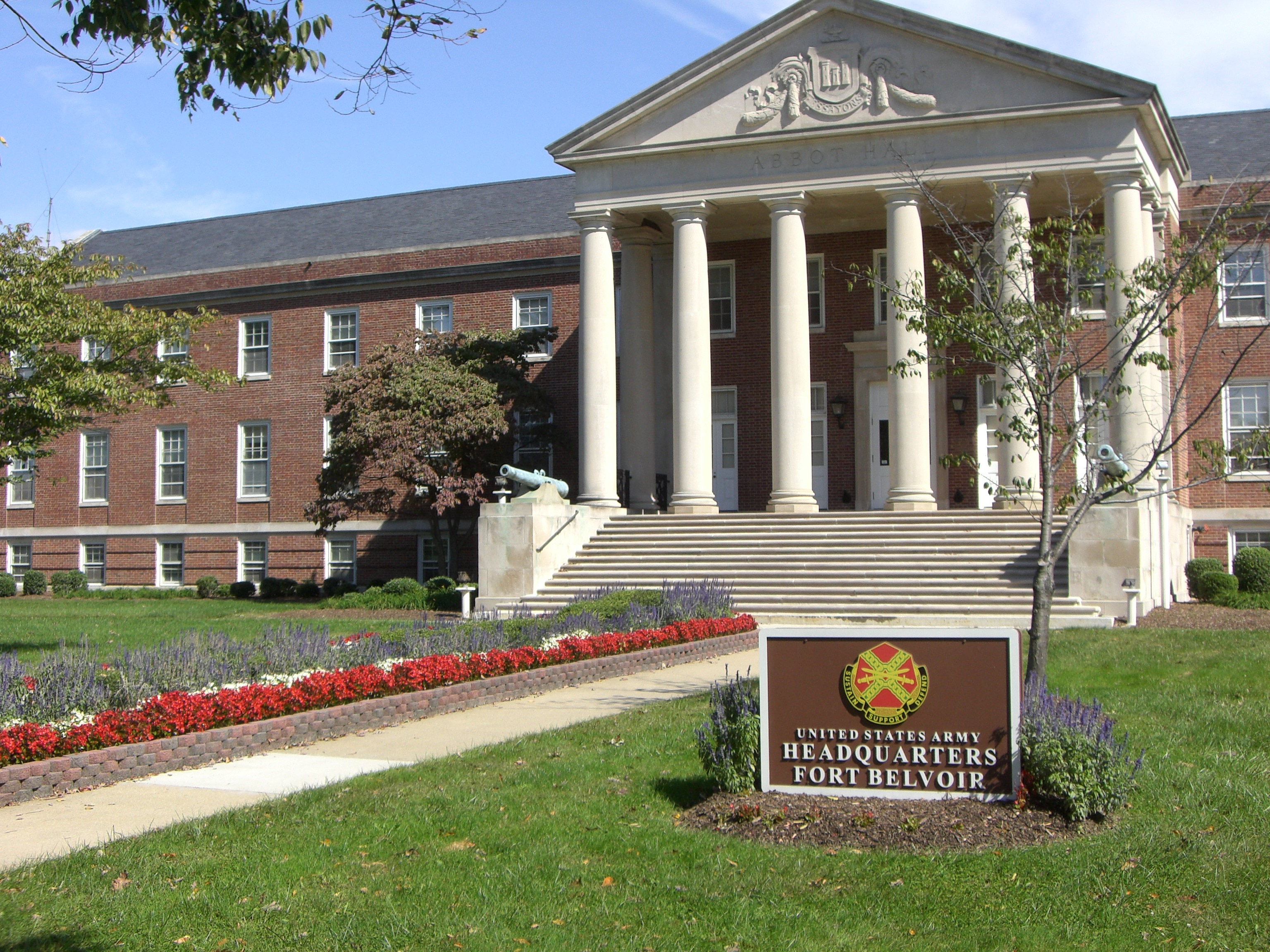

Fort Belvoir är en militärbas tillhörande USA:s armé, som är belägen söder om huvudstaden Washington, D.C. i Fairfax County i delstaten Virginia. Military District of Washington är basens värdförband.
På Fort Belvoir har flera av arméns förband samt försvarsdepartementets stödmyndighter sina verksamheter förlagda, bl.a. Defense Logistics Agency, National Geospatial-Intelligence Agency och United States Army Institute of Heraldry. Bland tidigare organisationer vars högkvarter flyttat finns Army Criminal Investigation Command (Marine Corps Base Quantico) och Army Materiel Command (Redstone Arsenal).
På platsen fanns det ursprungligen ett gods som förstördes 1783. Militärbasen grundades under första världskriget, då som Camp A. A. Humphreys, men på 1930-talet fick den sitt nuvarande namn.